# اچ‌ام‌اس ئی۵۳
اچ‌ام‌اس ئی۵۳ (به انگلیسی: HMS E53) یک زیردریایی بود که طول آن ۱۸۱ فوت (۵۵ متر) بود. این زیردریایی در سال ۱۹۱۶ ساخته شد.